# Маргарита Николова
Маргарита Николаева Николова е български политик и икономист. Народен представител от парламентарната група на Обединени патриоти в XLIV народно събрание. Бивш общински съветник от Атака в Столична община.

## Биография
Маргарита Николова е родена на 24 октомври 1963 година в град София. Завършва Технически университет - София, магистър по компютърни системи и управление, и УНСС, магистър по счетоводство и контрол. Има следдипломни квалификации по специалностите „Финансово счетоводство и правна дейност на фирмата“ и „Международни счетоводни стандарти“.
От 1989 до 2001 година е главен счетоводител в БСФС Български спортни федерации и „Национален музикален център“ АД. Член на Съвета на директорите на Национална спортна база (2002 – 2005) и член на ревизионната комисия към Международната федерация „Вдигане на тежести“ (2005 – 2009).
От 2001 до 2010 година е финансов директор на Държавната агенция по младежта и спорта (2001 – 2002), Министерството на младежта и спорта (2002 – 2005), Изпълнителна агенция по рибарство и аквакултури (2006 – 2007), Министерството на труда и социалната политика (2007 – 2009) и Министерството на регионалното развитие и благоустройството (2009 – 2010).
На 1 декември 2010 година става финансов директор на Българската национална телевизия. На 7 април 2011 година е избрана от XLI народно събрание за член на Консултативния съвет на Сметната палата.